# ハーダンガー

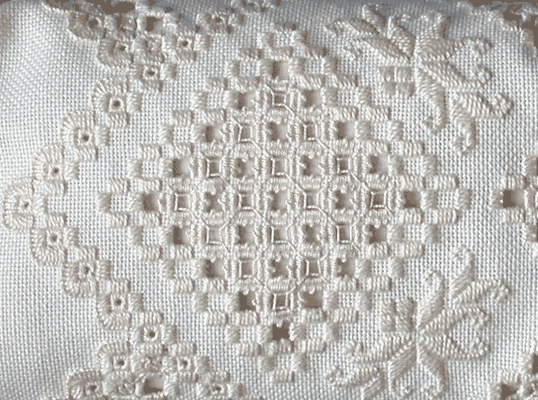
ハーダンガーの作品例

ハーダンガー (Hardanger) とは、ノルウェーの西南海岸に面した地方の名称が語源であり、ドロンワークの技法がノルウェーに伝わり、ハーダンガーと呼ばれるようになったものである。この項では、ノルウェーの伝統工芸であるハーダンガー (Hardanger)について述べる。

## 歴史
イタリアで発達したドロンワークの技法が16世紀にノルウェーに伝わり、独自の技法や模様に発展した。その技法は世界各国に伝わり、服飾や室内装飾に用いられている。

## 特徴
平織りの布の織り糸を抜いてかがりながらすかし模様を作る技法と、織り糸の数を数えながら刺すステッチで構成され、様々なステッチの組み合わせにより自由な幾何学模様を作成することができる。

## 技法の種類
用いられる主な技法は以下のとおりである。
- ストレート・ステッチ
- フォーサイデッド・ステッチ （スクエア・ステッチ）
- アイレット・ステッチ 
- ノルベジアンダーン・ステッチ 
- ピコット・ステッチ 
- ストレートループダーン・ステッチ 
- クロイゾネイダーン・ステッチ （七宝かがり）
- スラントクロイゾネイダーン・ステッチ （斜め七宝かがり）
- インターンレースドループダーン・ステッチ 
- ダブルクロイゾネイダーン・ステッチ 
- クロスダーン・ステッチ 
- エーデルワイス・ステッチ 
- スパイダースダーン・ステッチ 
- クローバーリーフダーン・ステッチ 
- サテン・ステッチ 
- ループダーニング・ステッチ 
- ウェービング・ステッチ 
- ボタンホール・ステッチ 
- ウインドミルダーン・ステッチ 
- スター・ステッチ 
- オープンワーク・エッジ